# Taungaeaka Village
Taungaeaka Village är en ort i Kiribati.   Den ligger i örådet Tabiteuea och ögruppen Gilbertöarna, i den sydöstra delen av landet, 400 km sydost om huvudstaden Tarawa. Taungaeaka Village ligger 7 meter över havet och antalet invånare är 117. Den ligger på ön Taungeaka.
Terrängen runt Taungaeaka Village är mycket platt.  Närmaste större samhälle är Buariki Village, 3,6 km sydost om Taungaeaka Village. 